# Список Героев Советского Союза — участников войны в Китае (1937—1940)
В данном списке представлены Герои Советского Союза, получившие это звание согласно Указам Президиума Верховного Совета СССР за боевые заслуги во время участия советских военных специалистов в войне китайского народа против японской агрессии. На стороне правительства Китая принимали участие в боевых действиях в период 1937—1942 годов около 5000 советских добровольцев. Из них погибло 227 человек. Звание Героя Советского Союза было присвоено 14 из их числа (1 из них — посмертно, его имя выделено серым цветом). Все они — лётчики ВВС.
| №  | Дата присвоения звания Героя   | Ф. И. О                           | , воинское звание | Должность                                                      | Дата рождения | Дата смерти | Краткое описание боевых заслуг и дальнейшей судьбы |
| -- | ------------------------------ | --------------------------------- | ----------------- | -------------------------------------------------------------- | ------------- | ----------- | --- |
| 1  | указ от 14.11.1938             | Благовещенский, Алексей Сергеевич | Полковник         | командир истребительной авиационной группы.                    | 18.10.1909    | 25.05.1994  | В Китае воевал с декабря 1937 по август 1938 года, совершил 117 боевых вылетов, провёл около 40 воздушных боёв, сбил 7 самолётов врага лично и 16 в группе. Впоследствии участвовал в советско-финской войне, командовал авибригадой, в 39 боевых вылетах сбил 1 самолёт. В годы Великой Отечественной войны генерал-лейтенант (1943) А. С. Благовещенский командовал истребительным авиационным корпусом, в послевоенные годы — на лётно-испытательной работе. С 1960 года — в отставке.                                                      |
| 2  | указ от 22.02.1939             | Боровков, Орест Николаевич        | майор             | командир скоростной бомбардировочной авиационной эскадрильи.   | 14.12.1908    | 14.12.1978  | Во главе групп бомбардировщиков потопил 13 японских кораблей и транспортов. В Великой Отечественной войны был заместителем командира авиационной дивизии дальнего действия. С 1956 года полковник О. Боровков — в запасе. |
| 3  | указ от 22.02.1939             | Гайдаренко, Степан Степанович     | майор             | командир бомбардировочной авиационной эскадрильи               | 07.09.1909    | 22.08.1977  | В Китае выполнил 16 боевых вылетов, его экипаж сбил 1 самолёт японцев. Эскадрилья под его командованием потопила 78 кораблей и судов, сожгла на аэродромах 15 самолётов и ещё 15 сбила в воздушных боях. В годы Великой Отечественной войны на лётно-испытательной работе и инспектор по технике пилотирования штурмовой авиадивизии. С 1946 года майор С. С. Гайдаренко — в отставке. |
| 4  | указ от 22.02.1939             | Губенко, Антон Алексеевич         | полковник         | командир истребительного авиационного отряда                   | 12.02.1908    | 31.03.1939  | В Китае воевал с марта по август 1938 года, совершил около 50 боевых вылетов, провёл 8 воздушных боёв, сбил 6 самолётов врага лично, в том числе 1 — тараном. Погиб в авиационной катастрофе. |
| 5  | указ от 22.02.1939             | Зверев, Василий Васильевич        | майор             | командир бомбардировочного авиационного отряда и эскадрильи    | 24.11.1908    | 11.03.1947  | В Китае совершил 18 боевых вылетов, в составе группы потопил 4 японских корабля. Впоследствии участвовал в боях на Халхин-Голе, в советско-финской войне и в Великой Отечественной войне. С 1945 года подполковник (1942) В. В. Зверев — в запасе. |
| 6  | указ от 22.02.1939             | Кравченко, Григорий Пантелеевич   | майор             | командир истребительных авиационных звена, отряда и эскадрильи | 10.10.1912    | 23.02.1943  | В Китае воевал с мая по август 1938 года, совершил около 70 боевых вылетов, провёл 8 воздушных боёв, сбил 6 самолётов врага лично. В 1939 года командовал истребительным авиаполком в боях на Халхин-Голе, сбил 4 японских самолёта лично и 5 в группе (только подтверждённые победы, в литературе указывается большее число побед). Дважды Герой Советского Союза (29.08.1939). В Великой Отечественной войне генерал-лейтенант авиации (1940) Г. К. Кравченко командовал истребительной авиадивизией. Погиб в воздушном бою под Ленинградом. |
| 7  | указ от 22.02.1939 (посмертно) | Марченков, Марк Николаевич        | младший командир  | воздушный стрелок-радист экипажа бомбардировщика               | 1914          | 10.07.1938  | В Китае воевал с мая по июль 1938 года, выполнил 12 боевых вылетов. В воздушном бою 3.07.1938 группы 3-х советских бомбардировщиков против 27 японских истребителей был тяжело ранен, но продолжал бой и уничтожил 1 истребитель. Умер от ран в госпитале. |
| 8  | указ от 22.02.1939             | Николаенко, Евгений Макарович     | капитана          | командир истребительной авиационной группы и эскадрильи        | 30.09.1905    | 16.09.1961  | В Китае воевал с марта по август 1938 года, провёл 5 воздушных боёв, сбил 2 самолёта врага лично. В годы Великой Отечественной войны командовал ВВС фронта, был заместителем командующего воздушной армией. Генерал-лейтенант авиации (1945). С 1955 года в отставке. |
| 9  | указ от 14.11.1938             | Полынин, Фёдор Петрович           | полковник         | командир бомбардировочной авиагруппы                           | 20.10.1906    | 21.11.1981  | В Китае воевал с ноября 1937 по апрель 1938 года. Организовал и лично возглавил массированный авиаудар по японскому аэродрому на Тайване, в котором уничтожено до 40 самолётов, взорвано топливохранилище, аэродром надолго выведен из строя. В Великой Отечественной войне командовал бомбардировочной авиадивизией и воздушной армией. Генерал-полковник авиации (1946). С 1971 года в запасе. |
| 10 | указ от 22.02.1939             | Селиванов, Иван Павлович          | капитана          | штурман бомбардировочной авиационной эскадрильи                | 07.06.1903    | 30.10.1984  | В Китае воевал с мая по сентябрь 1938 года. Выполнил 22 боевых вылета. В Великой Отечественной войне главный штурман воздушной армии, совершил 16 боевых вылетов, потопил 1 немецкий транспорт. Генерал-майор авиации (1944). С 1954 года в запасе. |
| 11 | указ от 22.02.1939             | Слюсарев, Сидор Васильевич        | капитана          | командир скоростной бомбардировочной авиационной эскадрильи    | 14.05.1906    | 11.12.1981  | В Китае воевал с мая 1938 по март 1939 года. Выполнил 12 боевых вылетов. В Великой Отечественной войне командовал авиадивизиями и авиакорпусами. Генерал-лейтенант авиации (1946). С 1964 года в запасе. |
| 12 | указ от 20.05.1940             | Супрун, Степан Павлович           | майор             | командир истребительной авиационной группы                     | 02.08.1907    | 04.07.1941  | В Китае воевал с июля 1939 по январь 1940 года, выполнил 83 боевых вылета, сбил несколько самолётов японцев. В Великой Отечественной войне подполковник (1940) С. П. Супрун командовал истребительным авиационным полком. Погиб в воздушном бою в Витебской области. Дважды Герой Советского Союза (22.07.1941, посмертно). |
| 13 | указ от 22.02.1939             | Сухов, Иван Степанович            | полковник         | штурман бомбардировочной авиационной эскадрильи                | 19.09.1907    | 11.10.1976  | В Китае воевал с марта по сентябрь 1938 года. Выполнил 28 боевых вылетов. В Великой Отечественной войны был главным штурманом истребительных авиадивизий и авиакорпусов. Качинской военной авиационной школы, командиром истребительной авиационной дивизии. Полковник (1938). С 1946 года в запасе. |
| 14 | указ от 22.02.1939             | Хрюкин, Тимофей Тимофеевич        | полковник         | командир бомбардировочной авиационной эскадрильи               | 21.06.1910    | 19.07.1953  | В Китае воевал с августа по декабрь 1938 года. Выполнил около 100 боевых вылетов. В Великой Отечественной войны командовал воздушными армиями. Дважды Герой Советского Союза (19.04.1945). Генерал-полковник авиации (1944). |

## Статистическая информация
Из числа удостоенных звания Героя Советского Союза советских лётчиков служили в истребительной авиации — 6 человек и 9 — в бомбардировочной.
Судьба Героев сложилась по-разному:
- 1 из них удостоен звания Героя Советского Союза посмертно;
- 2 погибли на фронтах Великой Отечественной войны;
- 1 погиб в авиационной катастрофе.

Практически все оставшиеся в живых Герои достигли высоких воинских званий, большинство из них стали генералами. Многие отличились в последующих боевых действиях (конфликт на Халхин-Голе, советско-финская война) и в Великой Отечественной войне. Дважды Героями стали Г. П. Кравченко, С. П. Супрун, Т. Т. Хрюкин.